# Дал Бело, Фелипе
Фелипе Диас да Силва дал Бело или просто Фелипе (порт. Felipe Dias da Silva dal Belo; 31 июля 1984, Гуаратингета) — бразильский футболист, защитник клуба СПАЛ.

## Карьера
Футбольная судьба Фелипе сложилась очень удачно. Он был замечен одним из скаутов «Удинезе» и приглашен в детскую школу этого клуба. Всего Фелипе провёл в «Удинезе» (с учётом юношеских и молодёжных команд) 9 лет. В Серии A Фелипе дебютировал 6 апреля 2003 года в матче против «Кьево». В том сезоне он провёл 4 матча, а в сезоне 2003/04 цифра была куда значительней — 16 матчей. Полноправным игроком основы Фелипе стал в сезонах 2004/05 и 2005/06, проведя за клуб 31 и 35 матчей соответственно. Проявить себя ещё ярче игроку помешали травмы, испортившие ему два следующих сезона. Начало сезона 2008/09 Фелипе тоже пропустил, но по возвращении в строй место в основе ему было обеспечено.
28 декабря 2009 года Фелипе начал тренироваться с «Фиорентиной», которая договорилась о трансфере защитника 9 млн евро. 2 января 2010 года «Фиорентина» арендовала Фелипе сроком до конца сезона. 31 января 2011 года игрок перешёл в «Чезену» на правах аренды сроком до конца сезона 2010/11. Сезон 2012/13 также на правах аренды проводит в «Сиене».
В июле 2017 года перешёл в СПАЛ.
У Фелипе есть возможность играть за сборную Италии, так как он имеет итальянские корни, но вызова туда он ещё не получал